# シエラレオネの空港の一覧
シエラレオネの空港の一覧を示す。
シエラレオネには現在約8ヶ所の空港があるとされるが、舗装済の滑走路を持つ唯一の空港はルンギ国際空港である。2010年代にはマママ国際空港の建設計画が発表されたが、中華人民共和国からの融資も含め4億ドルにもおよぶ建設費が大問題となり2018年に中止され、既存のルンギ国際空港の新ターミナル建設による改装とルンギ橋建設によるアクセス改善を行った。
残りの空港は、Google Mapの航空写真などで見てもターミナルビルが明確に存在するものがほとんどなく、運営状況が明確ではない。現政権は空港の再整備により国内空運を再活性化するとの計画が言及されているが、見通しは不明である。
過去、シエラレオネでの国内線は、エア・レオネ、パラマウント航空、シエラレオネ・ナショナル航空、イーグル・エアなどの航空会社が就航していたが、2023年6月現在すべての国内航空会社が運航停止・事業停止しており、国内線の定期運行はない。

## 空港
| 都市         | ICAO | IATA | 空港名               | 備考                                                       |
| ------------ | ---- | ---- | -------------------- | ---------------------------------------------------------- |
| ボー         | GFBO | KBS  | ボー空港             |                                                            |
| シェルブロ島 | GFBN | BTE  | シェルブロ国際空港   | 閉鎖。                                                     |
| フリータウン | GFHA | HGS  | ヘイスティングズ空港 | 滑走路の一部が売却されたとの疑惑調査に入ったとの報道あり。 |
| フリータウン | GFLL | FNA  | ルンギ国際空港       | フリータウン国際空港とも呼ぶ。                             |
| グバンバトク | GFGK | GBK  | グバンバトク空港     |                                                            |
| カバラ       | GFKB | KBA  | カバラ空港           |                                                            |
| ケネマ       | GFKE | KEN  | ケネマ空港           |                                                            |
| イェンゲマ   | GFYE | WYE  | イェンゲマ空港       |                                                            |